# ウォルター・ヤコブソン
ウォルター・ヤコブソン（Walter Andreas Jakobsson、1882年2月6日 - 1957年7月10日）は、フィンランド出身のフィギュアスケート選手。1920年アントワープオリンピックペア金メダリスト。1911年、1914年、1923年世界フィギュアスケート選手権ペアチャンピオン。パートナーは妻でもあるルドビカ・ヤコブソン。

## 経歴

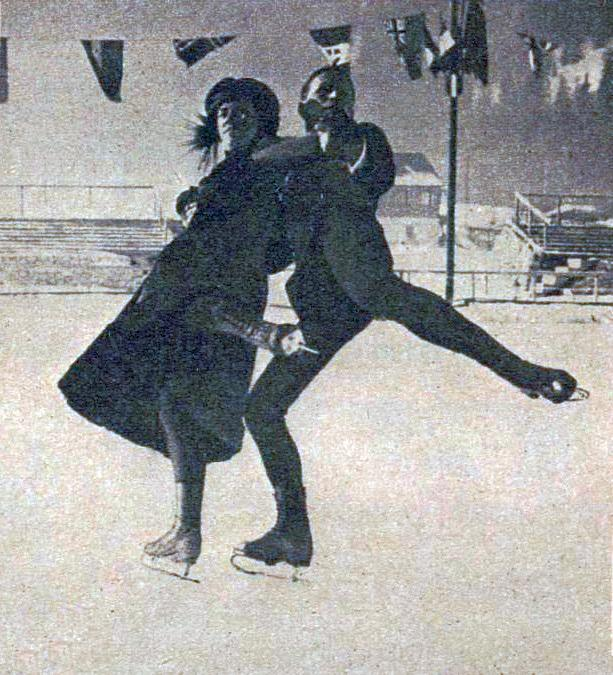
1924

- 1882年2月6日、フィンランドヘルシンキに生まれる。
- 1910年よりドイツのルドビカ・アイラーズとペアを組む。
- 1911年ルドビカ・アイラーズと結婚。
- 1911年、1914年、1923年世界フィギュアスケート選手権ペア優勝。
- 1920年アントワープオリンピックで金メダルを獲得。
- 1924年シャモニーオリンピックで銀メダルを獲得。

## 主な戦績
| 大会/年      | 1909-10 | 1910-11 | 1911-12 | 1912-13 | 1913-14 | 1919-20 | 1921-22 | 1922-23 | 1923-24 | 1927-28 |
| ------------ | ------- | ------- | ------- | ------- | ------- | ------- | ------- | ------- | ------- | ------- |
| オリンピック |         |         |         |         |         | 1       |         |         | 2       | 5       |
| 世界選手権   | 2       | 1       | 2       | 2       | 1       |         | 2       | 1       |         |         |